# Patricia Schröder

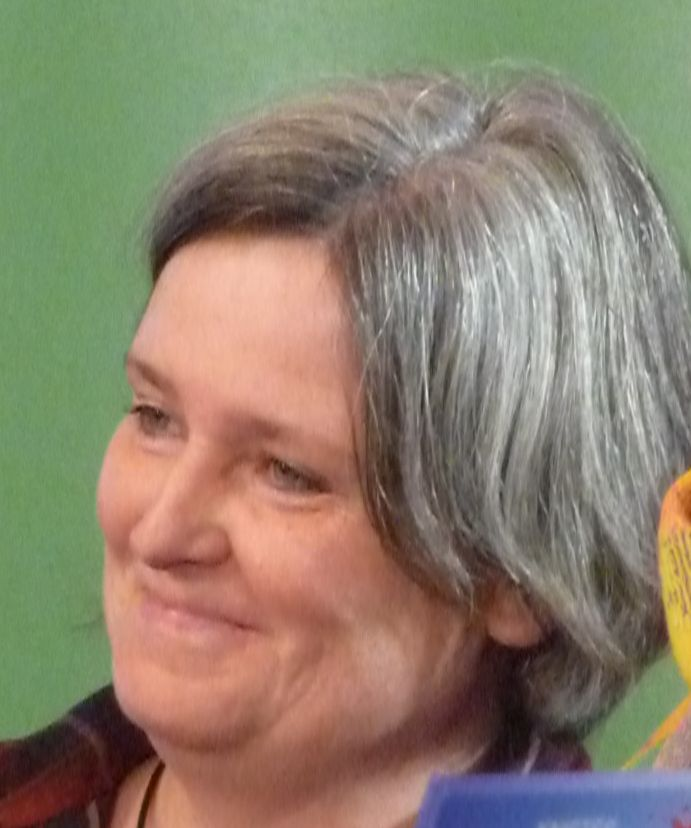
Patricia Schröder, 2010

Patricia Schröder (* 1960 in Nordenham) ist eine deutsche Schriftstellerin. Schröder veröffentlicht hauptsächlich Kinder- und Jugendbuchliteratur.

## Leben
Patricia Schröder wurde 1960 in Nordenham geboren und wuchs in Düsseldorf auf. Nach einer abgebrochenen Schneiderlehre und einem Textildesign-Studium erfolgte der Berufseinstieg. Die Geburt der beiden Kinder sowie der Umzug auf eine Warft an der Nordsee stellten einen Wendepunkt in ihrem Leben dar. Die bisherige Berufstätigkeit musste sie aufgeben, da es vor Ort keine Textilindustrie gab. So begann sie im Alter von 35 Jahren mit dem Schreiben.
Schröder lebt auf der Halbinsel Eiderstedt (Schleswig-Holstein) und arbeitet als freie Autorin. Ihre Bücher handeln von Freundschaften und erster Liebe, behandeln aber auch Problemthemen wie Neonazis (in dem Buch Scheiß Glatze, ich liebe Dich) oder Drogen und ungewollte Schwangerschaft (in Zwischen Hölle und Himmel) sowie Kriminalität (Freundschaftsspiele. Wenn Dir keiner mehr glaubt). Der Großteil der Bücher ist für Mädchen zwischen acht und 14 Jahren konzipiert.
Die Stiftung Lesen hob einige Werke Patricia Schröders durch Empfehlungen besonders hervor z. B. Ein Drachenfreund für Linus; Peggy, die Piratentochter und Minnie, Detektivin auf vier Pfoten.

## Werke (Auswahl)

### Kinder- und Jugendliteratur
- Hexerei und Liebeskummer. Arena-Verlag, 2001, ISBN 3-401-02321-7.
- Die Pfeffermiezen und der große Treuetest. Arena-Verlag, 2003, ISBN 3-401-05410-4.
- Zoff in der Clique. Carlsen-Verlag, 2003, ISBN 3-551-35204-6.
- Ausgerechnet Jule. Carlsen-Verlag, 2004, ISBN 3-551-35292-5.
- Nervschwester, Supergirl. Klopp-Verlag, 2004, ISBN 3-7817-2415-8.
- Zicke Zacke Liebesattacke. Arena-Verlag, 2004, ISBN 3-401-05620-4.
- Verflixt – verliebt – verwandelt. Mit Bildern von Regina Kehn. cbj-Verlag, 2005, ISBN 3-570-12940-3.
- Kuckuckskind. Klopp-Verlag, 2006, ISBN 3-7817-1908-1.
- Die Pfeffermiezen und das Liebeshandy. Arena-Verlag, 2007, ISBN 978-3-401-05411-7.
- Ein Drachenfreund für Linus. cbj-Verlag, 2007, ISBN 978-3-570-12971-5.
- Film ab für die Liebe. Arena-Verlag, 2007, ISBN 978-3-401-02324-3.
- Larabella und das Geheimnis der Nachtkatzen. Fischer Schatzinsel Verlag, 2012, ISBN 978-3-596-85491-2.
- Plötzlich Zwilling. cbj-verlag, 2007, ISBN 978-3-570-22119-8.
- Vollmondkuss. Fischer Schatzinsel, 2008, ISBN 978-3-596-85247-5.
- Unheimliche Nähe. Erika Klopp Verlag, 2008, ISBN 978-3-7817-1893-7.
- Auserwählt. Fischer-Taschenbuch-Verlag, 2009, ISBN 978-3-596-80880-9.
- Erst ich ein Stück, dann du – Leo und das Mutmach-Training (Band 3). Mit Bildern von Betina Gotzen-Beek. cbj-Verlag, 2010, ISBN 978-3-570-13310-1.
- Leons Abenteuer im Ferienlager. cbj-Verlag, 2011, ISBN 978-3-570-15325-3.
- Meeresflüstern. Coppenrath-Verlag, 2012, ISBN 978-3-649-60319-1.
- Blind Walk. Coppenrath-Verlag, 2016, ISBN 978-3-570-40330-3.
- The Perfect. Coppenrath-Verlag, 2016, ISBN 978-3-649-66783-4.
- Die Doppelkekse, einmal Zwilling, immer Zwilling. Planet!-Verlag (E-Book), 2017.

### Reihen
HexGirls
- Eine magische Clique. Klopp-Verlag, 2002, ISBN 3-7817-1880-8.
- HexGirls auf Klassenfahrt. Klopp-Verlag, 2003, ISBN 3-7817-1881-6.
- Zauberhafte Freundinnen. Klopp-Verlag, 2003, ISBN 3-7817-1882-4.
- HexGirls im Castingfieber. Klopp-Verlag, 2004, ISBN 3-7817-1883-2.
- Alarmstufe Grün! Klopp-Verlag, 2004, ISBN 3-7817-1884-0.

Prinzessin Gwendolina (mit Illustrationen von Edda Skibbe)
- Ein königlicher Auftritt. cbj-Verlag, 2007, ISBN 978-3-570-13203-6.
- Die königliche Drachenjagd. cbj-Verlag, 2007, ISBN 978-3-570-13204-3.
- Der königliche Heiratsschwindel. cbj-Verlag, 2008, ISBN 978-3-570-13205-0.

Beste Freundin, blöde Kuh
- Beste Freundin, blöde Kuh. Arena-Verlag, 2002, ISBN 3-401-02807-3 / Tonträger gelesen von Laura Maire, Arena, Würzburg 2009, ISBN 978-3-401-25916-1.
  - englische Übersetzung durch Anthea Bell: My best friend, the silly cow. Arena-Verlag, Würzburg 2005, ISBN 3-401-02469-8
- Beste Freundin, blöde Kuh! Und raus bist du. Arena, Würzburg 2006, ISBN 3-401-05885-1 / Tonträger gelesen von Laura Maire, Arena, Würzburg 2010, ISBN 978-3-401-25885-0.
- Beste Freundin, blöde Kuh! Eine wie keine. Arena, Würzburg 2007, ISBN 978-3-401-05964-8 / Tonträger gelesen von Laura Maire. Arena, Würzburg 2010, ISBN 978-3-401-25964-2.
- Beste Freundin, blöde Kuh! Verknallt, verkracht, versöhnt. Arena, Würzburg 2013, ISBN 978-3-401-06462-8 / Tonträger, Arena, Würzburg 2013, ISBN 978-3-401-26462-2.
- Beste Freundin, blöde Kuh! Mein Notizbuch. Mit Ill. von Iris Blanck, Arena, Würzburg 2013, ISBN 978-3-401-06906-7.
- Beste Freundin, blöde Kuh! Mein Tagebuch. Mit Ill. von Iris Blanck, Arena, Würzburg 2013, ISBN 978-3-401-06246-4.

Nervschwester (mit Illustrationen von Heike Herold)
- Nervschwester, Monsterfreundin. Klopp, Hamburg 2003, ISBN 3-7817-2407-7.
- Nervschwester, Supergirl. Klopp, Hamburg 2004, ISBN 3-7817-2415-8.

Lila Lakrizzen (mit Illustrationen von Tina Schulte)
- Leo hat Zickenzoff. Coppenrath, Münster 2006, ISBN 3-8157-3752-4.
- Maja im Omafieber- Coppenrath, Münster 2006, ISBN 3-8157-3753-2.
- Dotte kriegt die Krise. Coppenrath, Münster 2007, ISBN 978-3-8157-4063-7.
- Fanny löst den Finkenfall. Coppenrath, Münster 2007, ISBN 978-3-8157-4064-4.
- Leos coole Klassenfahrt. Coppenrath, Münster 2008, ISBN 978-3-8157-7969-9.
- Majas verrückte Tierpension. Coppenrath, Münster 2009, ISBN 978-3-8157-7970-5.
- Dotte will hoch hinaus. Coppenrath, Münster 2009, ISBN 978-3-8157-9312-1.
- Fannys verflixte Verwandlung. Coppenrath, Münster 2010, ISBN 978-3-8157-9870-6.

Magic Elements
- Der Zauber erwacht. Edel Kids Books, München 2021, ISBN 978-3-961-29209-7
- Das Geheimnis von Scary Castle. Edel Kids Books, München 2022, ISBN 978-3-961-29232-5